# Roca de playa

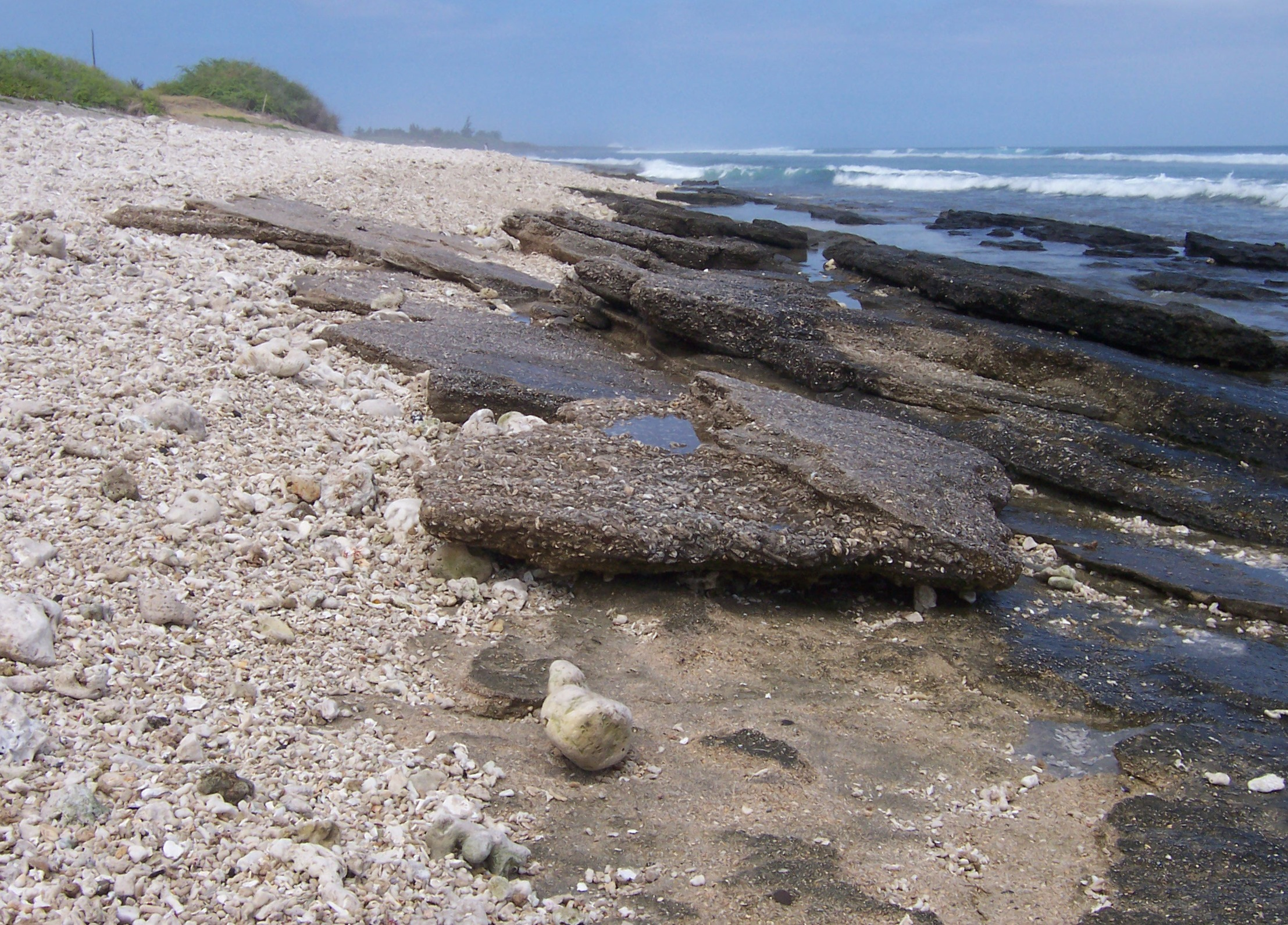
Afloramiento de roca de playa en la isla Reunión.

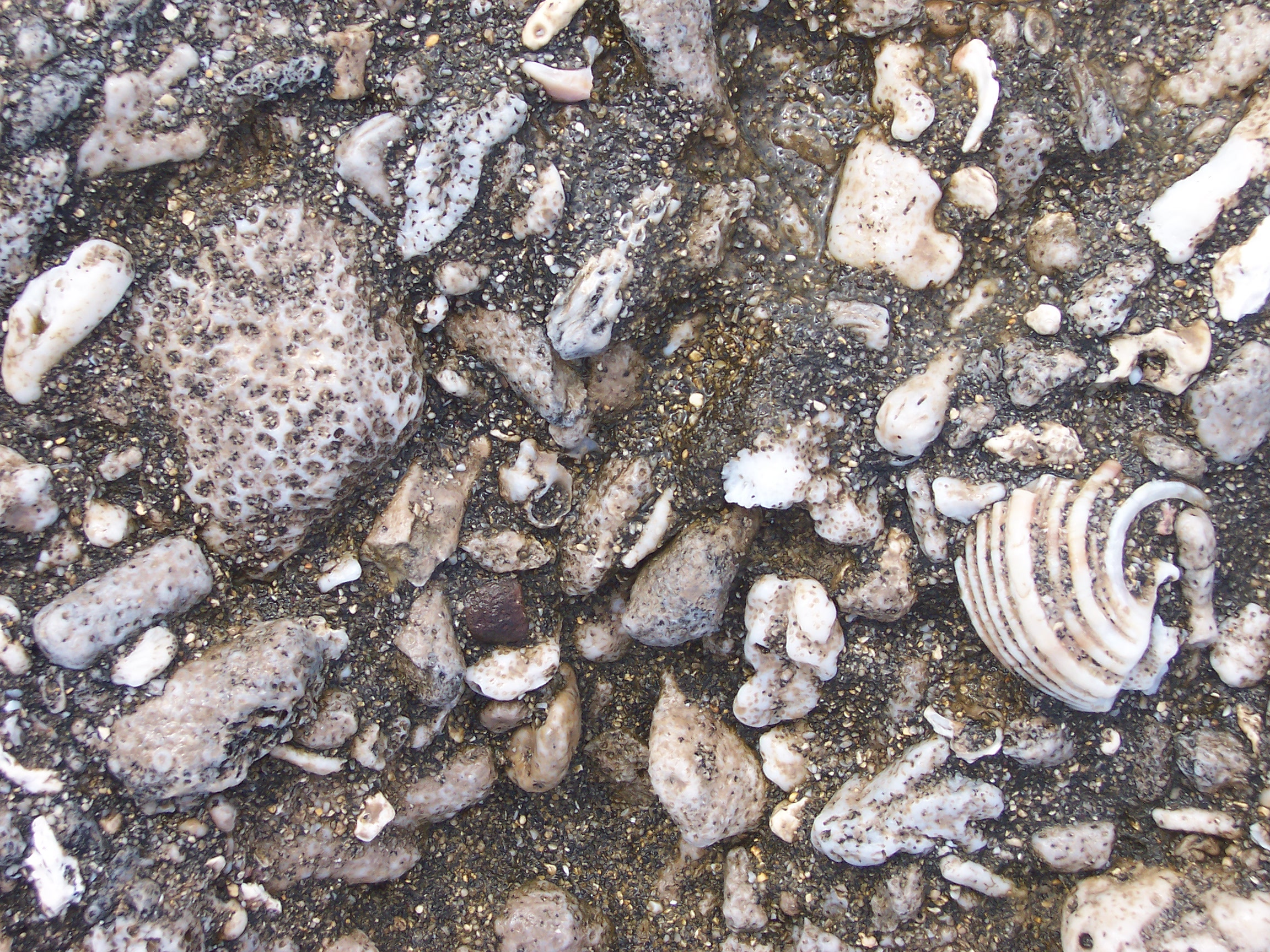
Detalle de una roca de playa en la isla Reunión con fragmentos de coral y conchas.

La rocas de playa (del inglés "beachrock" y "beach rock") es una roca clástica que se forma en playas siendo cementada por carbonatos, principalmente calcita, micrita y aragonito. Estas rocas pueden ser areniscas, brechas o conglomerados. Al erosionarse la playas las rocas de playa pueden pasar a formar afloramientos rocosos. La acumulación de arena u otros sedimentos en la playa puede volver a dejar los afloramientos de roca de playa soterrados. La exhumación y entierro pueden ser cíclicos, exhumandose cada invierno por varios siglos.
La cementación ocurre en la capa freática en la zona intermareal. Gran parte de las roca playa conocidas están en aguas tropicales, es especial en zonas dónde se estima que el agua intersticial de la arena esta sobre los 20 C por lo menos la mitad del año. Sin embargo también existen rocas de playa en zonas templadas.
Es sabido que la cementación de una roca de playa puede ser sumamente rápida ya que se han encontrado botellas y otros artefactos incorporados a estas rocas. La roca de playa tiende a presentarse en capas inclinadas hacia el mar.
Las rocas de playa se pueden ocupar como referentes para identificar antiguos niveles del mar aunque existe considerable incertidumbre en cuanto a cual es su precisión para este fin. Los afloramientos de esta roca también son indicativos de zonas de erosión costera.